# Награде Еми за програм у ударном термину
Награде Еми за програм у ударном термину (енгл. Primetime Emmy Award) америчко је признање које додељује Академија за телевизијску уметност и науку телевизијским садржајима који се емитију у ударним терминима. Наградa је установљена 1949. године и у почетку је била позната под називом награда Еми, али увођењем признања за програме који се емитују у дневним терминима, назив је промењен како не би долазило до мешања ове две награде.
Награда се обично додељује средином септембра, пре почетка јесење телевизијске сезоне. Пренос доделе се сваке године емитује на једној од четири водеће америчке мреже — NBC, CBS, ABC и Fox.
Еми је најзначајнија награда која се додељује телевизијским програмима и сматра се еквивалентом Оскара (за филм), Гремија (за музику) и Тонија (за позориште).

## Категорије
- Програми
  - Најбоља хумористичка серија
  - Најбоља драмска серија
  - Најбоља мини-серија
  - Најбољи ТВ филм
  - Најбоља емисија забавног карактера
  - Најбоља ријалити/такмичарска емисија
- Режија
  - Најбољи режисер хумористичке серије
  - Најбољи режисер драмске серије
  - Најбољи режисер мини-серије или ТВ филма
  - Најбољи режисер емисије забавног карактера
- Сценарио
  - Најбољи сценарио хумористичке серије
  - Најбољи сценарио драмске серије
  - Најбољи сценарио мини-серије или ТВ филма
  - Најбољи сценарио емисије забавног карактера
- Глума — Главне улоге
  - Најбољи главни глумац у хумористичкој серији
  - Најбоља главна глумица у хумористичкој серији
  - Најбољи главни глумац у драмској серији
  - Најбоља главна глумица у драмској серији
  - Најбољи главни глумац у мини-серији или ТВ филму
  - Најбоља главна глумица у мини-серији или ТВ филму
- Глума — Споредне улоге
  - Најбољи споредни глумац у хумористичкој серији
  - Најбоља споредна глумица у хумористичкој серији
  - Најбољи споредни глумац у драмској серији
  - Најбоља споредна глумица у драмској серији
  - Најбољи споредни глумац у мини-серији или ТВ филму
  - Најбоља споредна глумица у мини-серији или ТВ филму